# Universität Paris-Nanterre

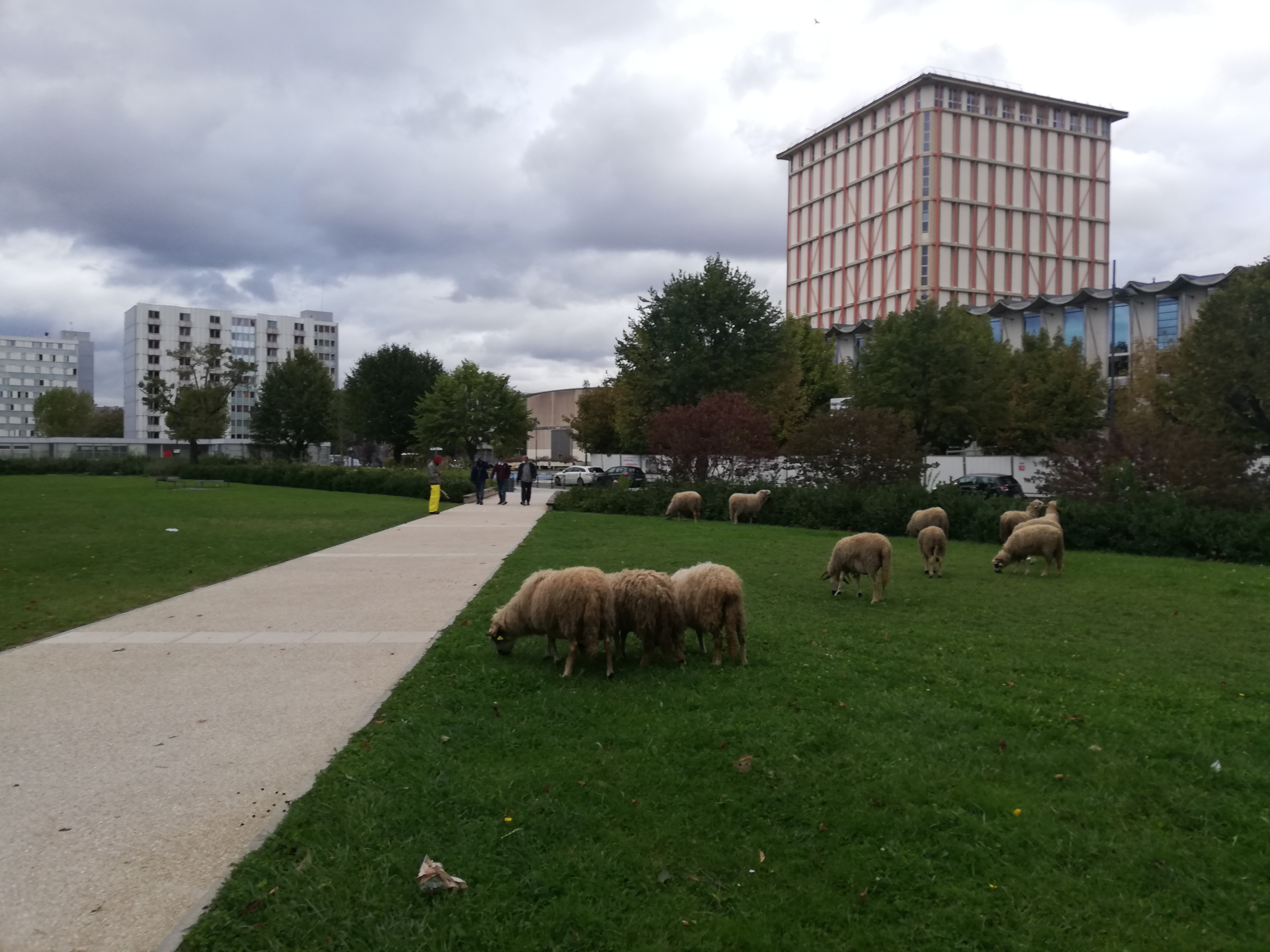
Campus der Universität Paris-Nanterre. Die für die Universität bekannten Schafe der nahegelegenen, vereinsgetragenen Farm la ferme du bonheur bekommen hier ihren nötigen Auslauf.

Die Universität Paris Nanterre (von 1970 bis 2007 Universität Paris X, von 2007 bis 2017 Universität Paris Ouest Nanterre La Défense) wurde 1964 gegründet, um die Sorbonne zu entlasten. Ihr weitläufiges Universitäts-Gelände liegt zwei Kilometer von La Défense und fünf Kilometer von der Stadtmitte von Paris entfernt. Es ist mit 27 Hektar der zweitgrößte Campus Frankreichs nach dem der Universität Nantes.
Die Universität hat heute 35.000 Studierende. Ihr ist die Spezialbibliothek zur Geschichte des 20. Jahrhunderts, die Bibliothèque La Contemporaine (bis 2017 Bibliothèque de documentation internationale contemporaine (BDIC)), angegliedert.

## Geschichte

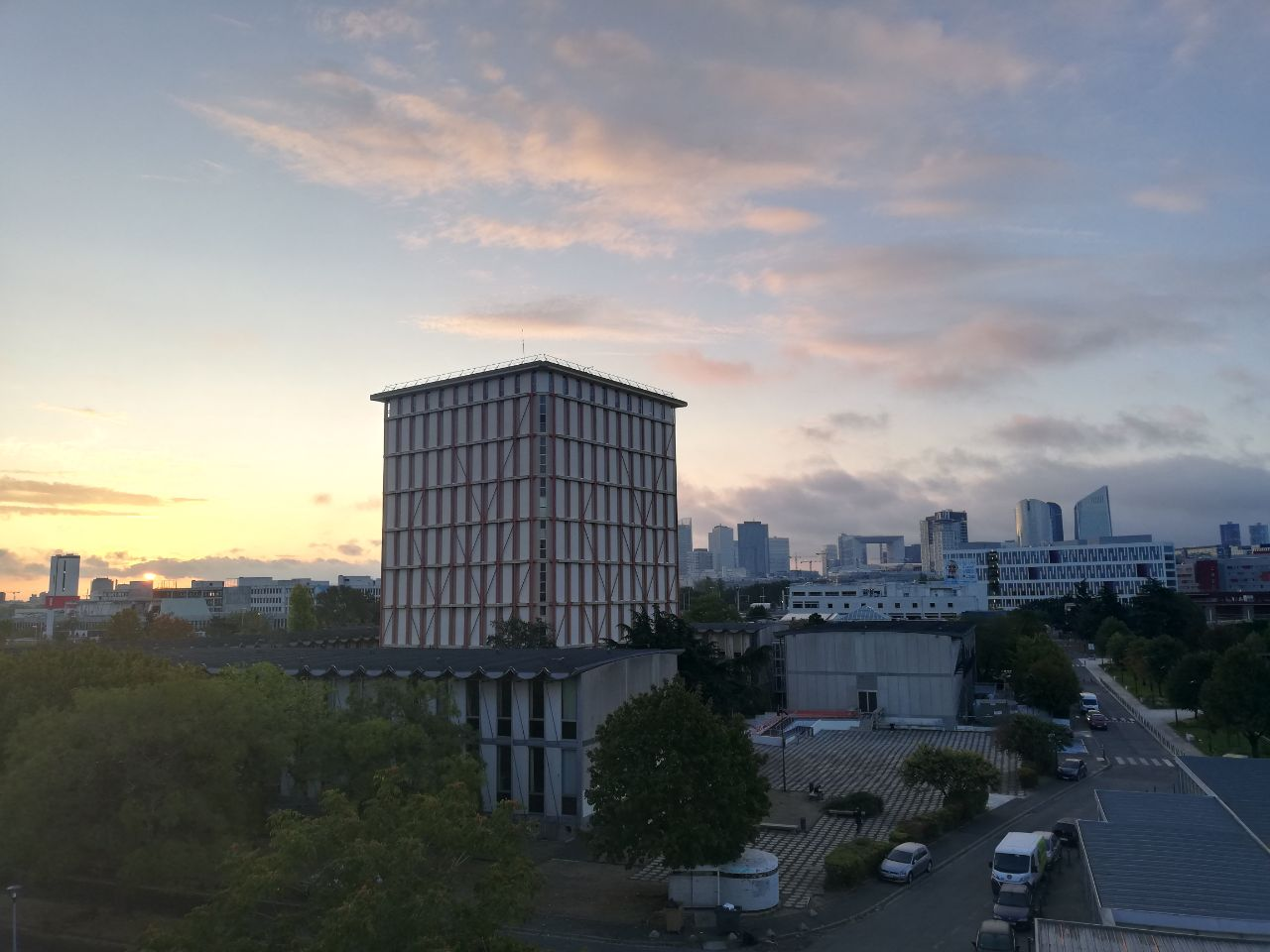
Blick vom Wohnheim Crous auf den Campus und die Universitätsbibliothek bei Sonnenuntergang, La Défense im Hintergrund

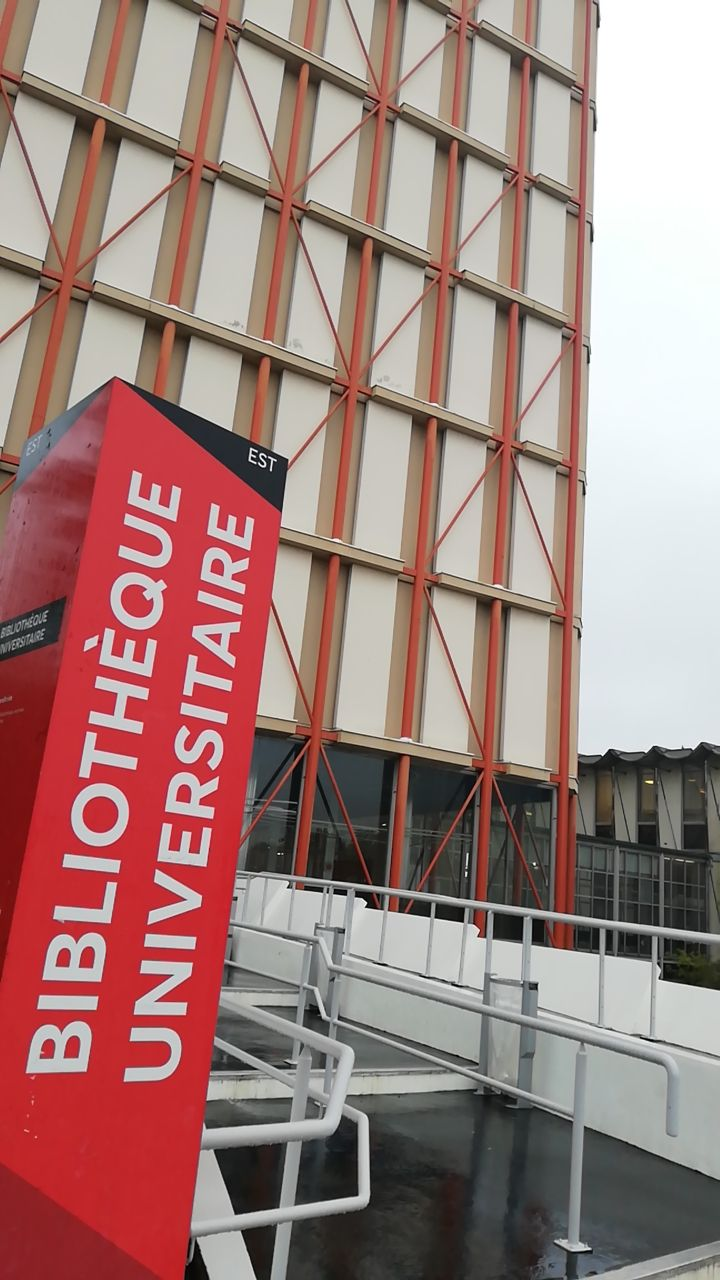
Eingang der Universitätsbibliothek des Campus von Nanterre

Ab 1958 siedelten sich viele Studenten auf dem Gelände an, das damals eine Mechanikerschule war.
Die Geschichte der Universität Paris-Nanterre ist seit ihrer Gründung in den 1960er Jahren recht ereignisreich.
Zunächst begann die Baustelle der Universität im Jahr 1958. Im selben Jahr wurden einige Kurse für die Studenten der ECMA, einem ehemaligen Fliegerhorst in Nanterre, eingerichtet.
Der Bau der Gebäude begann 1963 und wurde 1969 abgeschlossen. 1964 wurden die Fakultät für Literatur und die Fakultät für Geisteswissenschaften gegründet, um die Überlastung der Sorbonne zu verringern. Das Studentenwohnheim wurde im November 1965 eröffnet. Ihr folgte 1966 die Juristische Fakultät. In der Folge wurde ein Gebäudekorridor errichtet, der 5 Gebäude miteinander verband, denen auch Amphitheater haben. Das Universitätsrestaurant wurde 1967 in der Nähe des Gebäudes der Universitätsbibliothek eröffnet, das zwei Jahre später, 1969, fertiggestellt wurde. Ein weiteres Gebäude entstand in den 1960er Jahren: das Sportzentrum.
Dies bedeutete eine Vergrößerung der Universität, und auch die Schaffung der UFR, Unité de formation et de recherche (Fachbereich). Die 90er Jahre ebneten den Weg für die große Modernisierung der Universität. Weitere UFRs, Einrichtungen und Gebäude wurden geschaffen. Zu diesem Zeitpunkt begann die Universität, einem Campus nach amerikanischem Vorbild zu ähneln.
Anfang der 1990er Jahre wurde der Campus vergrößert, um mehr Studenten die Möglichkeit zu geben, die von der Universität angebotenen Kurse zu besuchen. Infolgedessen wurden mehrere Gebäude errichtet. Während dieser Zeit begann auch der Prozess der Renovierung einiger Gebäude. Diese Renovierung fand in den 2000er Jahren statt. Ein weiteres Gebäude wurde ebenfalls 2010 errichtet: das Sprachengebäude.
Die Universität hat seit ihrer Gründung auch mehrmals ihren Namen verändert: 1963 hieß sie Universität Nanterre, 1970 wurde sie zu Paris-X, 2008 dann Universität Paris-Ouest Nanterre La Défense, und seit 2016 Universität Paris-Nanterre.
Die Universität war das Epizentrum der Pariser und dann der nationalen Studentendemonstration, die zur sozialen Bewegung vom Mai 68 führten.  
Nach dieser sozialen Bewegung blieben die Studentenbewegungen bestehen: In den 1980er Jahren kam es regelmäßig zu Zusammenstößen zwischen anarcho-kommunistischen Aktivisten und rechtsextremen Studenten. Bei einer dieser Demonstrationen wird ein rechtsextremer Aktivist beim Überqueren einer Eisenbahnlinie getötet. Im November 1986 wurde die Universität im Rahmen des nationalen Streiks gegen das Devaquet-Projekt besetzt. Das Ziel war die französischen Universitäten zu reformieren, um zu Beginn des Schuljahres Studierende auszuwählen und einen Wettbewerb zwischen den Universitäten zu schaffen. Während dieser Demonstration starb ein Demonstrant, Malik Oussekine, in Folge von Polizeigewalt ausgesetzt war. Die gleiche Situation trat im Frühjahr 2018 während einer Generalversammlung der Studenten nach einer gewaltsamen Zwangsräumung durch etwa fünfzig CRS (Spezialeinsatzkräfte der französischen Polizei) erneut auf. Während dieser Demonstration gegen das Frédérique-Vidal-Gesetz zur Reform des Zugangs zur Universität wurden 7 Personen festgenommen. Am Dienstag, dem 17. November 2020, wird das LPPR-Gesetz von der Nationalversammlung verabschiedet und beendet damit provisorisch das Streitpotential auf dem Universitätsgelände.  

## Alumni
- Pierre Assouline (* 1953), französischer Schriftsteller und Journalist
- Youssouf Bakayoko (1943–2023), ivorischer Diplomat und Politiker
- Jean Baudrillard (1929–2007), französischer Medientheoretiker, Philosoph und Soziologe
- Vincent Bolloré (* 1952), französischer Geschäftsmann, Industrieller und Corporate Raider
- Élodie Bouchez (* 1973), französische Schauspielerin
- Patrick Buisson (1949–2023), französischer Journalist und Politologe
- Daniel Cohn-Bendit (* 1945), deutsch-französischer Publizist und Politiker
- Mareile Flitsch (* 1960), deutsche Ethnologin und Sinologin
- Theano Fotiou (* 1946), griechische Architektin, Professorin und Politikerin
- Étienne François (* 1943), deutsch-französischer Historiker
- Sylvain Gouguenheim (* 1960), französischer Mittelalterhistoriker
- María Ángela Holguín (* 1963), ehemalige kolumbianische Außenministerin, Vertreterin Kolumbiens bei den Vereinten Nationen und Botschafterin in Venezuela
- Jean-Noël Jeanneney (* 1942), französischer Historiker, Politiker und Kulturfunktionär
- Christine Lagarde (* 1956), französische Politikerin und Rechtsanwältin, seit 2019 Präsidentin der Europäischen Zentralbank (EZB)
- Armelle Lago (* 1986), ivorische Fußballspielerin und Anwältin
- Leonardo López Luján (* 1964), mexikanischer Archäologe
- Emmanuel Macron (* 1977), französischer Politiker, Staatspräsident
- Nathalie Magnan (1956–2016), französische Medienwissenschaftlerin, Medienkünstlerin und LGBT-Aktivistin
- Jean-Pol Martin (* 1943), deutscher Didaktiker und Methodiker
- Jeanne Mas (* 1958), französische Popsängerin
- Lambert Messan (1940–2013), nigrischer Diplomat
- Frédéric Mitterrand (1947–2024), französisch-tunesischer Schauspieler, Autor, Drehbuchautor, Filmproduzent und Filmregisseur sowie Kulturminister
- Ibrahima N’Diaye (1948–2025), malischer Politiker
- Tim Peters (* 1973), deutscher Jurist, Politikwissenschaftler und EU-Beamter
- Manuel Pinho (* 1954), portugiesischer Wirtschaftswissenschaftler und Politiker
- Marie-France Pisier (1944–2011), französische Schauspielerin, Regisseurin und Autorin
- Josette Rey-Debove (1929–2005), französische Romanistin und Lexikografin
- Yasmina Reza (* 1959), französische Schauspielerin und Schriftstellerin
- Nicolas Sarkozy (* 1955), französischer Politiker, Staatspräsident
- Céline Sciamma (* 1978), französische Drehbuchautorin und Filmregisseurin
- Benjamin Stora (* 1950), französischer Historiker
- Pierre-André Taguieff (* 1946), französischer Politikwissenschaftler, Philosoph und Soziologe
- Damien Top (* 1963), französischer Tenor und Komponist
- Affoussiata Bamba-Lamine (* 1970), ivorische Politikerin